# Pineoblastom
Als Pineoblastom oder Pinealoblastom wird ein sehr seltener bösartiger Gehirntumor (intrakranieller Tumor) bezeichnet, der nach der WHO-Klassifikation der Tumoren des zentralen Nervensystems als Grad 4 eingestuft wird. Pineoblastome treten insbesondere bei Kindern und jungen Erwachsenen auf; das mittlere Alter bei Diagnosestellung beträgt 18 Jahre.
Das im Bereich der Zirbeldrüse (Glandula pinealis) gelegene Pineoblastom macht sich klinisch unter anderem durch Doppelbilder und einer vertikalen Blicklähmung (Parinaud-Syndrom) und Störungen des Liquorabflusses (Hydrocephalus) bemerkbar; nicht selten kommt es zu einer Aussaat von Tumorzellen entlang der inneren Flüssigkeitsräume von Gehirn und Rückenmark.  Verlässliche Aussagen zur Prognose sind angesichts der Seltenheit des Tumors nicht möglich; in einer häufig zitierten Untersuchung wird die Fünf-Jahres-Überlebensrate mit 58 % angegeben. Neuere Untersuchungen an Registerdaten ergaben Fünf-Jahres-Überlebensraten von 61 % bzw. 66 %.
Zum Teil kann der Tumor im Rahmen eines trilateralen Retinoblastoms auftreten. Dabei spielen Mutationen im Rb1-Gen eine entscheidende Rolle. Molekularpathologische Untersuchungen haben ferner ergeben, dass Pineoblastomne in verschiedene Subgruppen unterteilt werden können, welchen unterschiedliche genetische Veränderungen zugrunde liegen.
Im Gegensatz zum Pineoblastom handelt es sich beim Pineozytom um einen gutartigen Tumor (Grad 1 WHO), der wie auch andere Tumoren der Pinealisregion (zum Beispiel Papillärer Tumor der Pinealisregion, Pinealisparenchymtumor intermediärer Differenzierung oder Germinom) bei der neuropathologischen Untersuchung differentialdiagnostisch abgegrenzt werden muss.